# Tercera División de Chile 1987
El Campeonato Oficial de Fútbol de la Tercera División de 1987 fue la 7° edición de la tercera categoría del fútbol de Chile, correspondiente a la temporada 1987. Se jugó desde el 27 de abril hasta el 29 de diciembre de 1987.
Su organización estuvo a cargo de la Asociación Nacional de Fútbol Amateur de Chile (ANFA) y contó con la participación de 20 equipos, los cuales, disputaron el campeonato en dos grupos por zona y en una liguilla por el ascenso, bajo el sistema de todos contra todos.
El campeón fue el club Colchagua de la ciudad de San Fernando, que ascendió a la Segunda División 1988.

## Movimientos divisionales
| Pos | a Segunda División de Chile 1987 |
| --- | -------------------------------- |
| 1º  | General Velásquez (Campeón)      |
| 2º  | Iván Mayo                        |

| Pos | a Tercera División de Chile 1987 |
| --- | -------------------------------- |
| 1º  | Deportes Gasco                   |

| Pos | Aceptados en la Competencia. |
| --- | ---------------------------- |
| -   | Estudiantes de Quilpué       |

| Pos      | a Cuarta División de Chile 1987                       |
| -------- | ----------------------------------------------------- |
| 12° (ZN) | Campos de Batalla (Retornó a su asociación de origen) |
| 10° (ZS) | Tricolor de Paine                                     |

## Equipos participantes
| Equipo                 | Ciudad           |
| ---------------------- | ---------------- |
| Colchagua              | San Fernando     |
| Comercio de Llay-Llay  | Llay-Llay        |
| Concón National        | Concón           |
| Cultural Doñihue       | Doñihue          |
| Defensor Casablanca    | Casablanca       |
| Deportes Gasco         | Estación Central |
| Deportes Maipo         | Maipo            |
| Deportes Rengo         | Rengo            |
| Deportes Victoria      | Victoria         |
| Estudiantes de Quilpué | Quilpué          |
| Ferroviarios           | Estación Central |
| Goodyear               | Maipú            |
| Juventud Chépica       | Chépica          |
| Juventud Ferro         | Chimbarongo      |
| Juventud O'Higgins     | Curacaví         |
| Juventud Puente Alto   | Puente Alto      |
| Lautaro de Buin        | Buin             |
| Municipal Talagante    | Talagante        |
| Santiago Morning       | Recoleta         |
| Sportivo Cartagena     | Cartagena        |

## Campeón
| Campeón 1987 Colchagua           |
| Asciende a Segunda División 1988 |